# Belatxikieta
El Belatxikieta  es una montaña de 661 metros de altitud perteneciente a los Montes Vascos. Está situado sobre el municipio vizcaíno de Amorebieta Echano  en el País Vasco, España.
Este pequeño monte es la cima que define la sierra de Aramotz por el lado este, en su entorno se encuentra la ermita de San Ignacio y un área de esparcimiento. Es punto de referencia y partida de numerosas rutas a través de la sierra de Aramotz. Forma parte del parque natural de Urkiola.

## Descripción
Es una pequeña y suave cima que se sitúa sobre Amorebieta, en la parte norte e Igorre en la parte sur contribuyendo a la cuenca del Ibaizabal. Define el comienzo de la sierra de Aramotz por este costado y crea una excepcional vista sobre el paisaje kárstico de Aramotz y los cercanos montes Urtemondo de 789 metros de altitud, Kañometa de 761 metros y Apala de 757 metros.
En torno a la cima se ubica una pequeña área que acoge a algunas construcciones de uso rural, algún refugio y una ermita. Esta ermita está dedicada a San Ignacio y es una instrucción simple de piedra que en su interior guarda la imagen del santo. En torno a la ermita se ha constituido un área de esparcimiento con mesas y asadores, así como un nevero (agujero que se utilizaba para almacenar nieve, y un panel con información sobre el parque natural de Urkiola.
La cima se alza sobre la ermita y es alcanza con mucha facilidad. La cumbre está marcada por un buzón y una gran piedra vertical. 
Hacia el oeste se abre la sierra de Aramotz mostrando en primer término la cubeta de Galdara, una depresión kárstica de 541 metros en su fondo que acumula el calor en días de bochorno. En esta depresión se explotó una mina de espato de Islandia.

## Ascensos
El acceso a Belatxikieta es muy cómodo ya que en ese lugar se cruzan un par de pistas que proceden de Amorebieta y de Igorre. Se puede llegar de la siguiente forma:
Desde Amorebieta
El desnivel existente se acerca a 600 metros pero el ascenso es cómodo. Partiendo del cementerio de Amorebieta se sigue la carretera asfaltada que se va adentrando en la sierra y convirtiendo en pista más o menos buena.
Desde Lemona
De Lemona se asciende partiendo del barrio de Elorriaga subiendo hacia Aramotz y pasando por el caserío que lleva su nombre.
Tiempos de accesos: 
- Amorebieta (1h 30 m).
- Lemona  (2h 00 m)[1]